# Hans Molisch
Hans Molisch, född den 6 december 1856 i Brünn (nu Brno i Tjeckien), död den 8 december 1937 i Wien, var en österrikisk växtfysiolog. Auktorsnamnet Molisch kan användas för Hans Molisch i samband med ett vetenskapligt namn inom botaniken; se Wikipediaartiklar som länkar till auktorsnamnet.
Molisch blev extra ordinarie professor vid tekniska högskolan i Graz 1889, professor vid Prags tyska universitet 1894 och vid universitetet i Wien 1909. Åren 1897–98 företog Molisch en botanisk resa kring jorden med ett längre uppehåll på Java. Molisch blev ledamot av Fysiografiska sällskapet i Lund 1924.
Hans arbeten utmärks av originalitet och innehåller en mängd skilda fysiologiska rön av största intresse. Som de främsta förtjänar framhållas Die Pflanze in ihren Beziehungen zum Eisen (1892), Untersuchungen über das Erfrieren der Pflanzen (1897), Studien über die Milchsaft und Schleimsaft der Pflanzen (1901), Leuchtende Pflanzen (1904), Die Purpurbakterien (1907), Das Warmbad als Mittel zum Treiben der Pflanzen (1909) och Die Eisenbakterien (1910).